# ЯАЗ-210
ЯАЗ-210 — тривісний вантажний автомобіль, що випускався Ярославським автомобільним заводом (ЯАЗ) з 1951 по 1958 рр. в декількох модифікаціях.

## Історія

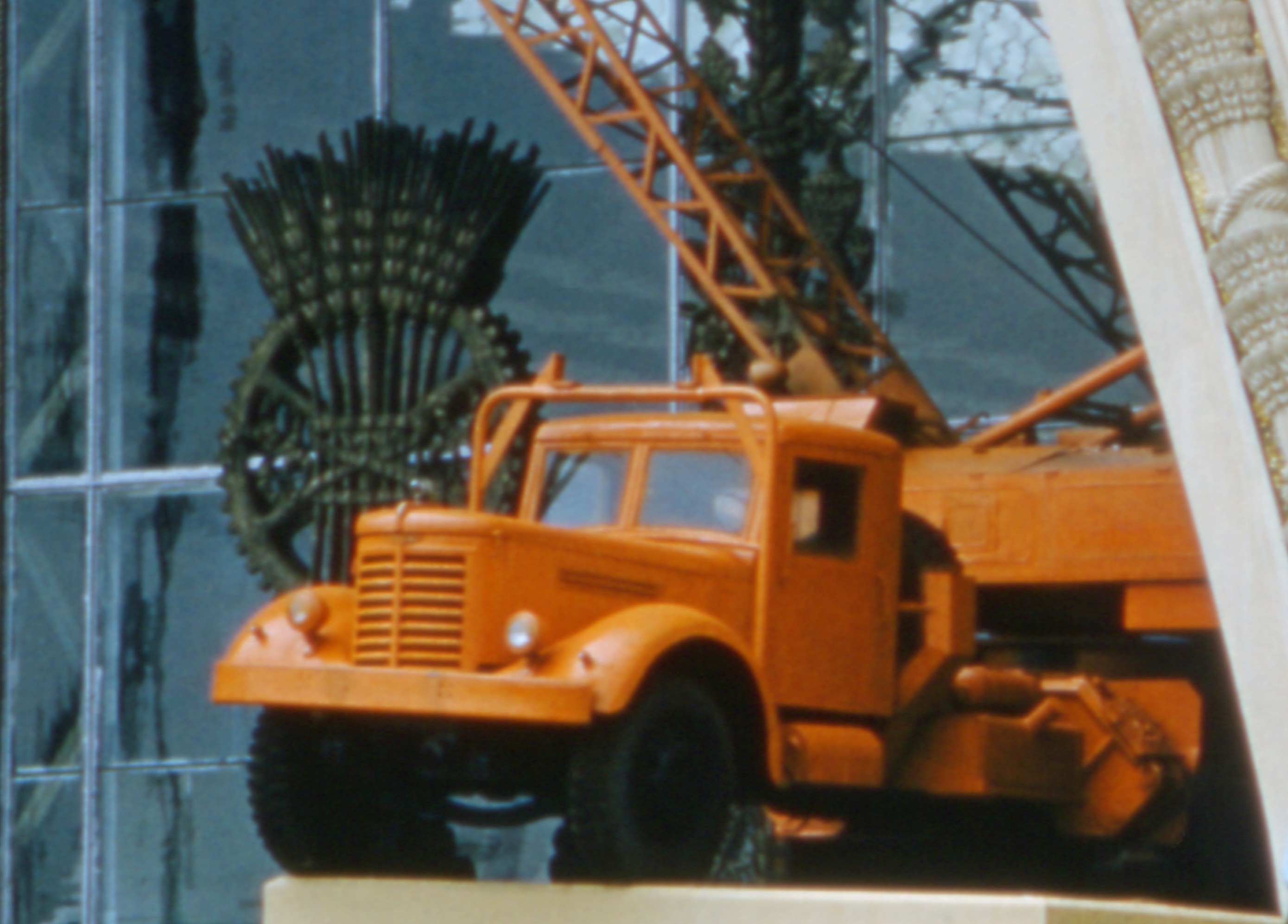
ЯАЗ-210

У квітні 1948 року був побудований перший дослідний зразок тривісного вантажного автомобіля загального призначення ЯАЗ-210 з 6-циліндровим двигуном ЯАЗ-206 (копією двигуна GMC 6-71). При створенні нового автомобіля ярославські конструктори максимально використовували вже освоєні у виробництві вузли та агрегати — незважаючи на застосування більш потужного двигуна, рівень уніфікації між двохосним ЯАЗ-200 і трьохосним ЯАЗ-210 склав 80 %. Цьому сприяла як висока уніфікація силових агрегатів, так і застосування оригінальної схеми трансмісії: крутний момент з КПП (запозиченою у ЯАЗ-200) передавався на роздавальну коробку, в яку був вбудований примусово міжосьовий диференціал з блокуванням, що розподіляє потужність між мостами для заднього візка. Від роздавальної коробки потужність передавалася на провідні мости за допомогою карданів: одним коротким на середній міст і двома карданами (з проміжною опорою) — на задній міст. Таке рішення дозволило не тільки уніфікувати ведучі мости, а й спростило управління блокуванням диференціалу. Крім міжосьового диференціала, роздавальна коробка мала 2 передачі (підвищувальну і понижувальну), що дозволяло розширити динамічний діапазон трансмісії. Крім того, в роздавальній коробці мався редуктор відбору потужності, призначений для приводу лебідки — його конструкція дозволяла, включивши в роздавальній коробці нейтральну передачу, управляти роботою лебідки за допомогою КПП і зчеплення. Таким чином, при суттєвому розширенні функціональних можливостей, трансмісія автомобіля ЯАЗ-210 відрізнялася від попередника (ЯАЗ-200) тільки одним новим агрегатом — роздавальною коробкою.
До кінця 1948 року були побудовані дослідні зразки двох модифікацій базової моделі: ЯАЗ-210А (з суцільнометалевою платформою і лебідкою) і баластний тягач ЯАЗ-210Г, ЯАЗ-210Д (сідловий тягач), а в наступному, 1949 році — самоскид ЯАЗ-210Е. Випробування та підготовка виробництва зайняли три роки — в 1950 році були виготовлені перші 6 самоскидів ЯАЗ-210Е (за даними заводу — десять машин), які були спрямовані на будівництво Волго-Донського каналу і Сталінградської ГЕС для випробувань в умовах реальної експлуатації. А в 1951 році виробництво двохосьових машин ЯАЗ-200 було повністю передано на МАЗ, і Ярославський завод розгорнув серійне виробництво сімейства автомобілів ЯАЗ-210.

## Модифікації
На базі бортового автомобіля загального призначення ЯАЗ-210 були створені кілька модифікацій:
- ЯАЗ-210А — вантажний автомобіль, що відрізнявся від базового суцільнометалевої бортовою платформою (зі складними лавками для особового складу, із заднім відкидним і надставними гратчастими бортами) і лебідкою, розташованою за кабіною (на місці запасних коліс). Лебідка призначалася як для витягування застряглого машини, так і для навантаження важких неподільних вантажів на платформу. Кількість запасних коліс зменшилося до одного — його розмістили зліва під платформою, на місці одного з паливних баків (запас палива зменшився вдвічі). Були побудовані і випробувані дослідні зразки, але в серійне виробництво ця модифікація не передавалася — причиною послужила недостатня маневреність, обумовлена довгою базою.
- ЯАЗ-210Г — баластний тягач, призначений для перевезення вантажів масою до 40 тонн на спеціальному причепі. Мав невелику металеву платформу, призначену для баласту. Для навантаження вантажу на причіп і його вивантаження, а також для витягування застряглого машини устатковувався лебідкою. Трос лебідки міг випускатися як назад (під платформою), так і вперед (через передній бампер). Вантажна платформа в первинному варіанті виконувалася спрощеною, аналогічно Diamond T 980, з запасними колесами в передній частині. Згодом платформу змінили по типу ЯАЗ-210А (оснастили складаються лавками, відкидним заднім бортом і надставними гратчастими бортами з боків і спереду), відмовилися від установки лебідки і розмістили два запасних колеса за кабіною.
- ЯАЗ-210Д — сідловий тягач, призначений для роботи з напівпричепом вантажопідйомністю до 40 тонн. На дослідних зразках сідлового тягача ЯАЗ-210Д встановлювалася лебідка, але на серійних машинах її місце зайняла пара запасних коліс. Особливістю сідлового тягача була електросистема, в якій з масою був з'єднаний «+», а не «-», як на інших машинах сімейства ЯАЗ-210.
- ЯАЗ-210Е — самоскид з кузовом ковшового типу, який мав захисний козирок над кабіною і знімний задній борт (він використовувався при перевезенні напіврідких вантажів).

Обидва тягача ЯАЗ-210Г і ЯАЗ-210Д і самоскид ЯАЗ-210Е мали укорочену базу (4780 мм) і були широко уніфіковані з базовою моделлю по основних вузлів і агрегатів.
Крім перерахованих модифікацій, на базі автомобіля ЯАЗ-210 з 1957 року випускався повнопривідна вантажівка ЯАЗ-214 вантажопідйомністю 7 тонн. Ця машина отримала привід переднього моста що відключається, односхилі колеса задніх мостів, більш потужний двигун ЯАЗ-206Б, задню підвіску нової конструкції і більш простору кабіну, яка пізніше буде застосована на змінивших ЯАЗ-210, ЯАЗ-210Д і ЯАЗ-210Е машинах нового сімейства — відповідно, ЯАЗ-219, ЯАЗ-221 і ЯАЗ-222.
У 1955 і 1956 роках проходили випробування дві дослідні машини, побудовані на базі ЯАЗ-210 — самоскиди з бічним розвантаженням: ЯАЗ-218 (з автоматично відкидними бічними бортами) і ЯАЗ-218А (з коритоподібним кузовом). Машини були розроблені спеціально для будівництва електростанцій.
Говорячи про модифікації ЯАЗ-210, слід згадати ще пару експериментальних самоскидів: Наприкінці 1952 року в одному з депо Харківського трамвайно-тролейбусного управління були побудовані так звані тролейвози — вантажні машини з електричними двигунами, які отримують електроенергію від тролів. Машини розробив Інститут гірничої справи Академії наук УРСР за замовленням Головного управління промисловості нерудних копалин. Було побудовано 5 тролейвозів на базі самоскидів МАЗ-205, а у вересні 1952 побудували тривісний тролейвоз на базі ЯАЗ-210Е. Замість зношеного двотактного дизеля машина отримала електродвигун ДК-202Б (потужністю 86 кВт), а на місце кабіни встановили передню частину тролейбуса МТБ-82 з його органами управління, стеклами і вхідними дверима. Тролейвози непогано показав себе на випробуваннях і в 1956 році в Богураевском рудоуправлінні таким же чином переобладнали ще 6 машин.
А в 1961 році (на той час ЯАЗ вже рік як припинив випускати автомобілі і був перетворений в моторний завод) в Балаклавському рудоуправлінні побудували п'ятивісний самоскид ЯАЗ-210Т вантажопідйомністю 25 тонн. Зрозуміло, що через недостатню маневреність і слабку питому потужність цієї машини мови про серійному виробництві йти не могло.